# Sara Nordin
Sara Nordin (26 marzo 1993) è una calciatrice svedese, difensore dell'AIK.

## Carriera

### Club
Sara Nordin inizia la sua carriera professionistica nella formazione di calcio femminile dello Själevads IK, giocando nel gruppo Norretan della Division 1, allora secondo livello del campionato svedese femminile di calcio, non riuscendo ad evitare la retrocessione al termine della stagione 2001.
Per la stagione successiva decide di trasferirsi al Sunnanå, squadra con la quale al primo anno in maglia azzurra riesce a centrare la promozione in Damallsvenskan ma retrocedendo al primo campionato di vertice.
Durante il calciomercato invernale 2013-14 si trasferisce al KIF Örebro, per giocare la stagione entrante con la maglia rossoblu dell'omonimo capoluogo nella Svezia centrale. Alla sua prima stagione coglie il risultato che rimane la sua migliore prestazione sportiva, contribuendo a raggiungere la seconda posizione in campionato alle spalle del LdB FC Malmö che le ha permesso di partecipare, per la prima volta nella sua storia, all'edizione 2015-2016 della UEFA Women's Champions League. Con il KIF Örebro gioca fino all'estate 2016, congedandosi dalla società con un tabellino personale di 15 presenze in campionato, per cogliere l'opportunità di giocare per la prima volta in un campionato estero, quello italiano.
Trova un accordo con la Fiorentina Women's, sezione femminile della ACF Fiorentina, che la ingaggia per rafforzare il proprio reparto difensivo e dove debutta in Serie A e Coppa Italia. Nel mese di dicembre 2016 si svincola dalla società gigliata per fare ritorno in patria, sottoscrivendo un accordo con l'Umeå IK per giocare in Elitettan, secondo livello del campionato nazionale. Nordin condivide con le compagne il sesto posto in campionato, scendendo in campo in 24 occasioni, tutte da titolare, e siglando 2 reti, alle quali si aggiunge l'unica presenza in Svenska Cupen damer.
Al termine della stagione, esauriti gli obblighi contrattuali, nel dicembre 2017 l'Åland United annuncia il suo trasferimento per la stagione 2018, secondo impegno estero per il difensore svedese per disputare per la prima volta la Naisten Liiga, livello di vertice del campionato finlandese.

### Nazionale
Nel 2009 Nordin viene convocata dalla federazione calcistica della Svezia per indossare la maglia della formazione Under-16 nella doppia amichevole del 14 e 16 agosto con le pari età della Norvegia, venendo inserita in rosa nel mese successivo con la formazione Under-17 impegnata alle fasi di qualificazione all'edizione 2010 del campionato europeo di categoria, debuttando il 15 settembre nell'incontro dove la Svezia di impone sulle avversarie della con un netto 8-0 e dove è anche autrice della rete del parziale 5-0. Con le U-17 viene impiegata solo in un'altra partita delle qualificazioni, passando nel 2011 alla Under-19, dove totalizza due presenze nel Torneo di La Manga, e alla Under-20 per altre due presenze in incontri amichevoli nel 2012.

## Palmarès
- Campionato svedese di seconda divisione: 1

AIK: 2020